# Las Quintas Fronterizas (Teksas)
Las Quintas Fronterizas je naseljeno mjesto za statističke potrebe u američkoj saveznoj državi Teksas. Prema popisu stanovništva iz 2010. u njemu je živjelo 3.290 stanovnika.